# 希爾斯 (明尼蘇達州)
希爾斯（英語：Hills）是一個位於美國明尼蘇達州羅克縣的城市。

## 歷史
希爾斯於1889年成立，得名自鐵路公司老闆弗雷德里克·希爾斯（Frederick C. Hills）。希爾斯的郵局自1890年起營運至今。

## 人口
根據2020年美國人口普查的數據，希爾斯的面積為1.66平方千米，當中陸地面積為1.63平方千米，而水域面積為0.03平方千米。當地共有人口686人，而人口密度為每平方千米413人。